# Дом Спендиарова
Дом Спендиарова — особняк в Ялте постройки конца XIX века, памятник градостроительства и архитектуры регионального значения, расположенный по адресу улица Екатерининская, дом 3, литеры «А», «Б».

### Дом Пукалова
Участок № 224 в «Малой Ливадии», тогда «новом городе» Ялты (старым городом считался район Поликуровского холма) в начале 1880-х годов принадлежал купцу (по другим сведениям — помещику), бывшему предводителю дворянства Карсунского уезда Симбирской губернии в 1873—1877 годах, коллежскому секретарю Валериану Платоновичу Пукалову. Время приобретения Пукаловым участка пока точно не установлено, в основном указывается начало 1880-х годов, но есть информация, что земля принадлежала Валериану Платоновичу уже в 1879 году. Такая же неясность с датами начала и окончания строительства дома Пукалова. Иногда указывают, что дом был построен в 1881 году, чаще фигурирует интервал 1881—1885 год, точно известно, что на плане Ялты 1885—1886 года он уже обозначен. О том, как выглядело здание, построенное по проекту архитектора Густава Федоровича Шрейбера, существуют разные версии. Чаще ранний дом описывают в современном виде, но встречается утверждение, что это было прямоугольное одноэтажное строение, а нынешний вид оно приобрело после более поздней перестройки. Также был построен флигель, образующий с главным домом внутренний дворик, восточнее дома располагались сад, бассейн и беседка в античном стиле. В любом случае, дом считался одним из лучших в городе и русское правительство в 1888 году арендовало для сербской королевы Наталии.

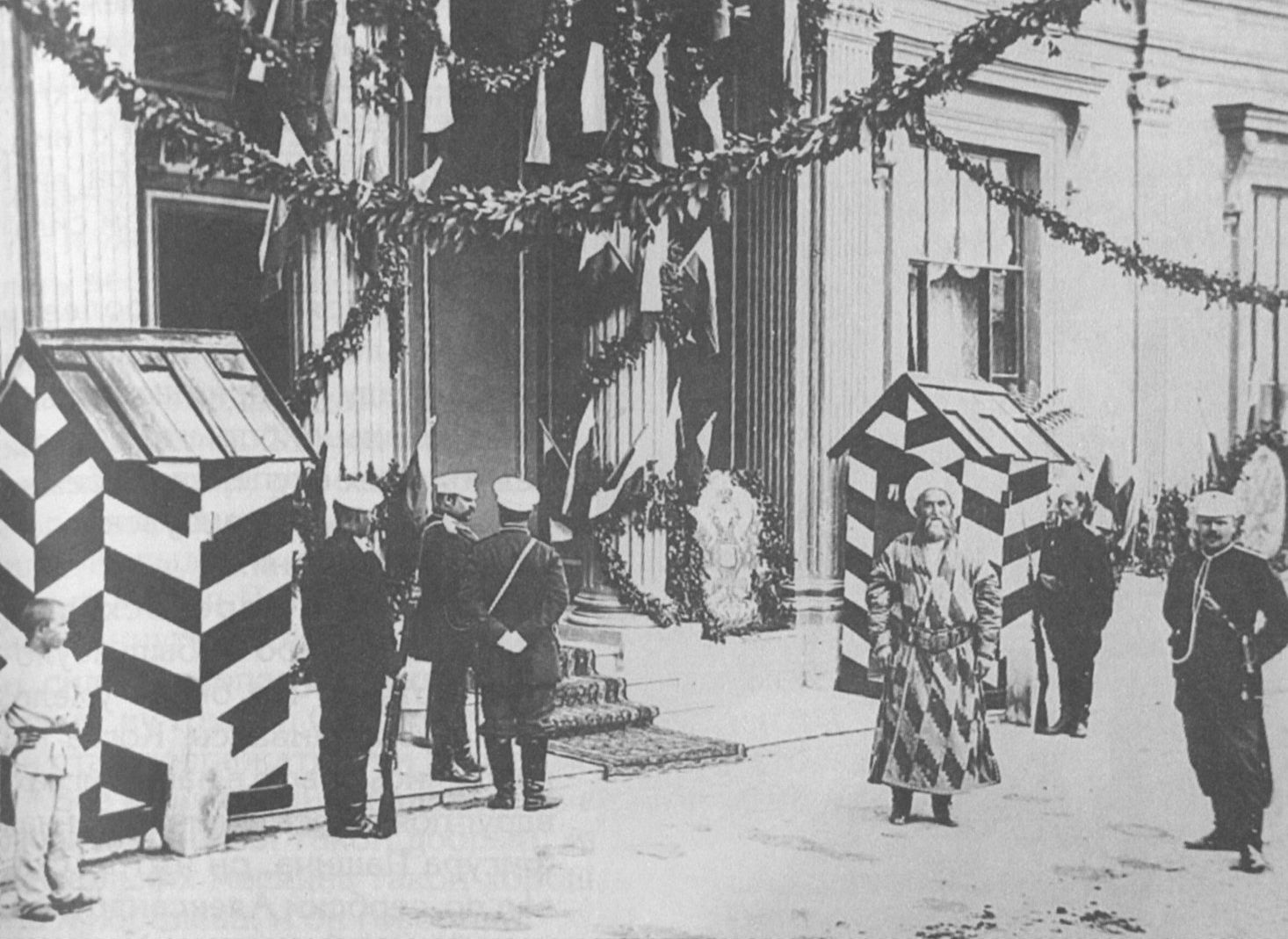
Дом Пукалова во время пребывания сербской королевы.
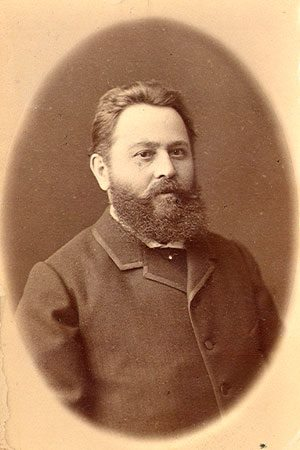
Афанасий Авксентьевич Спендиаров.
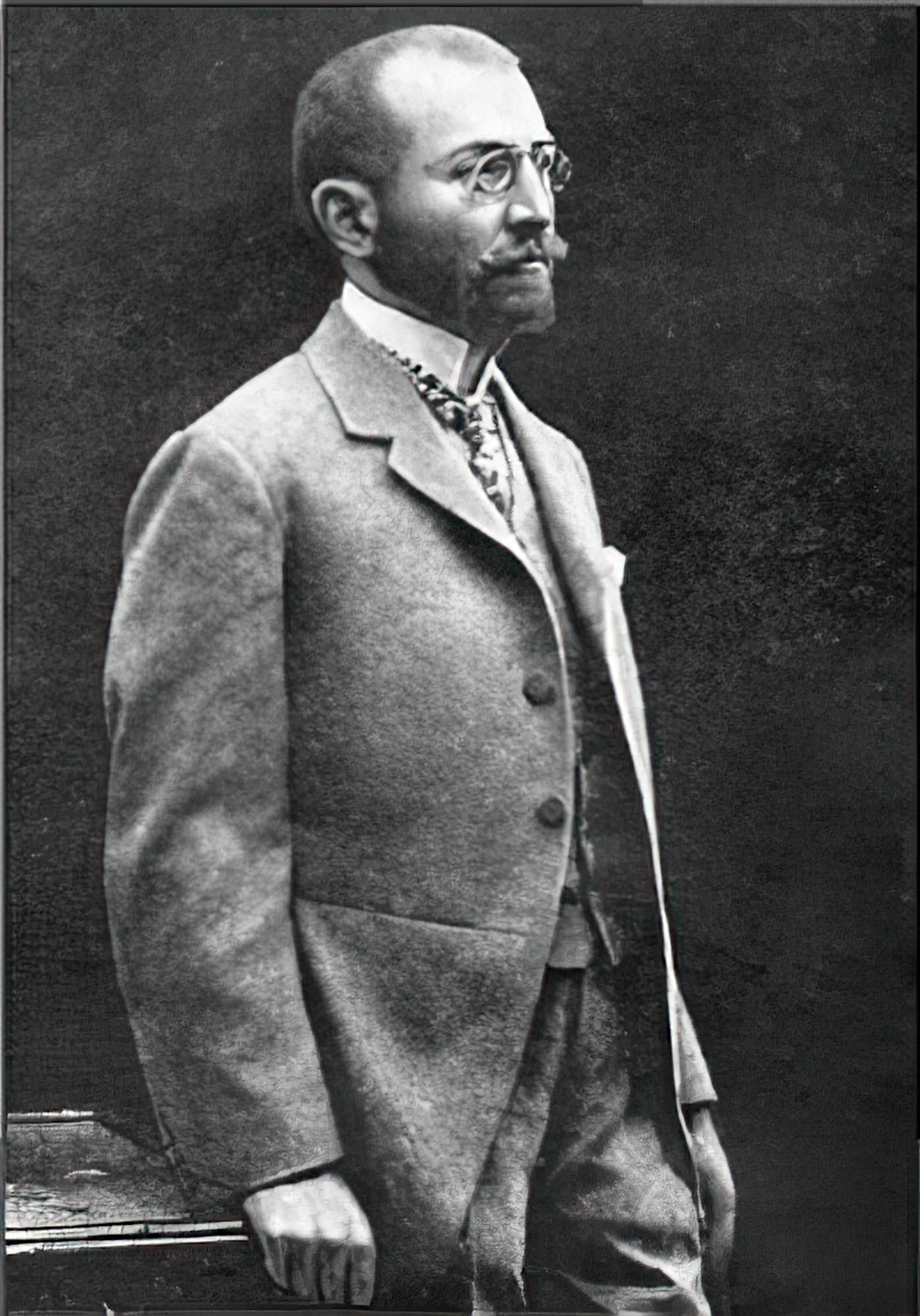
Александр Афанасьевич Спендиаров.
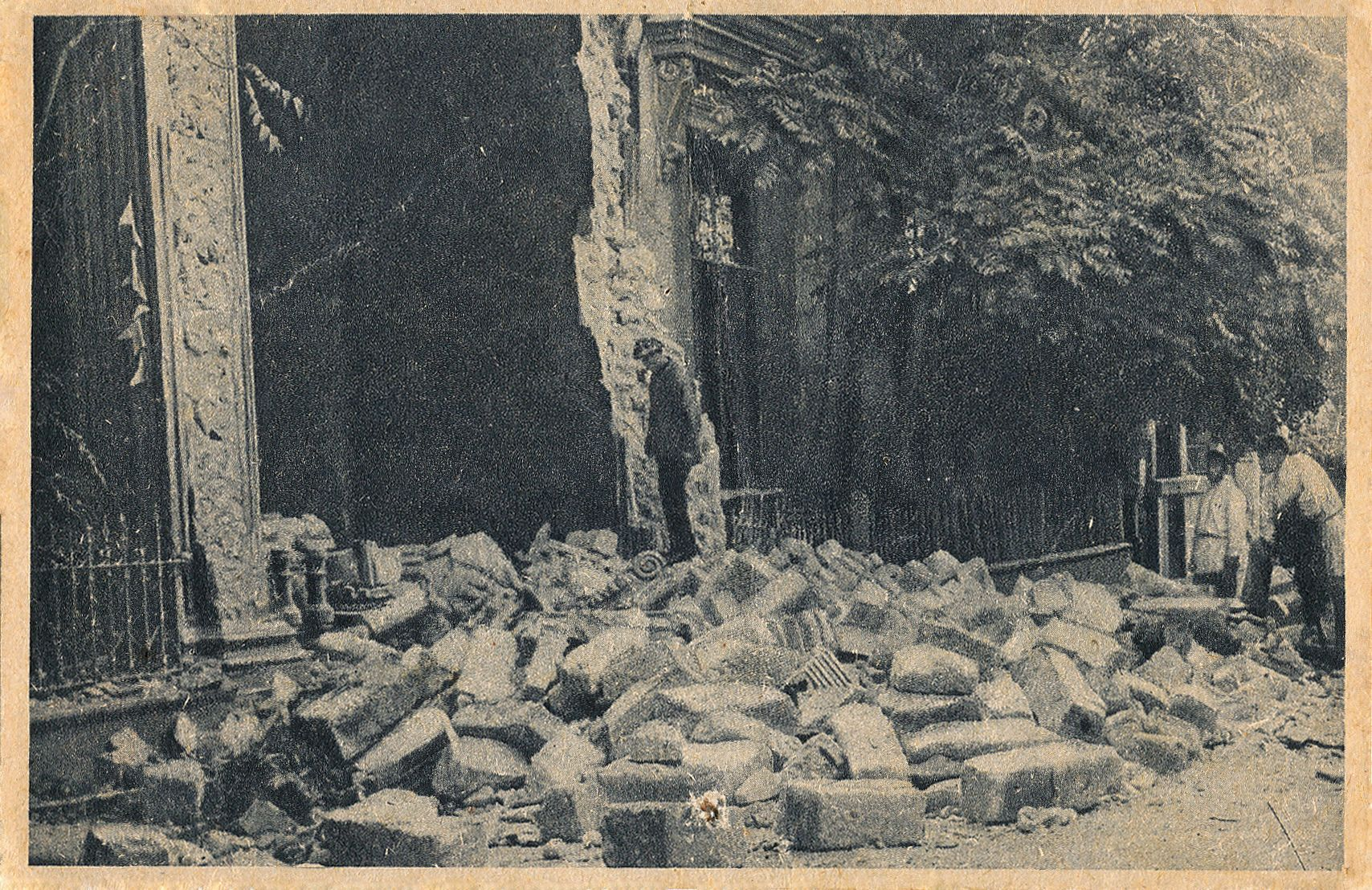
Обвал фасада дома Спендиарова после землетрясения 1927 года.
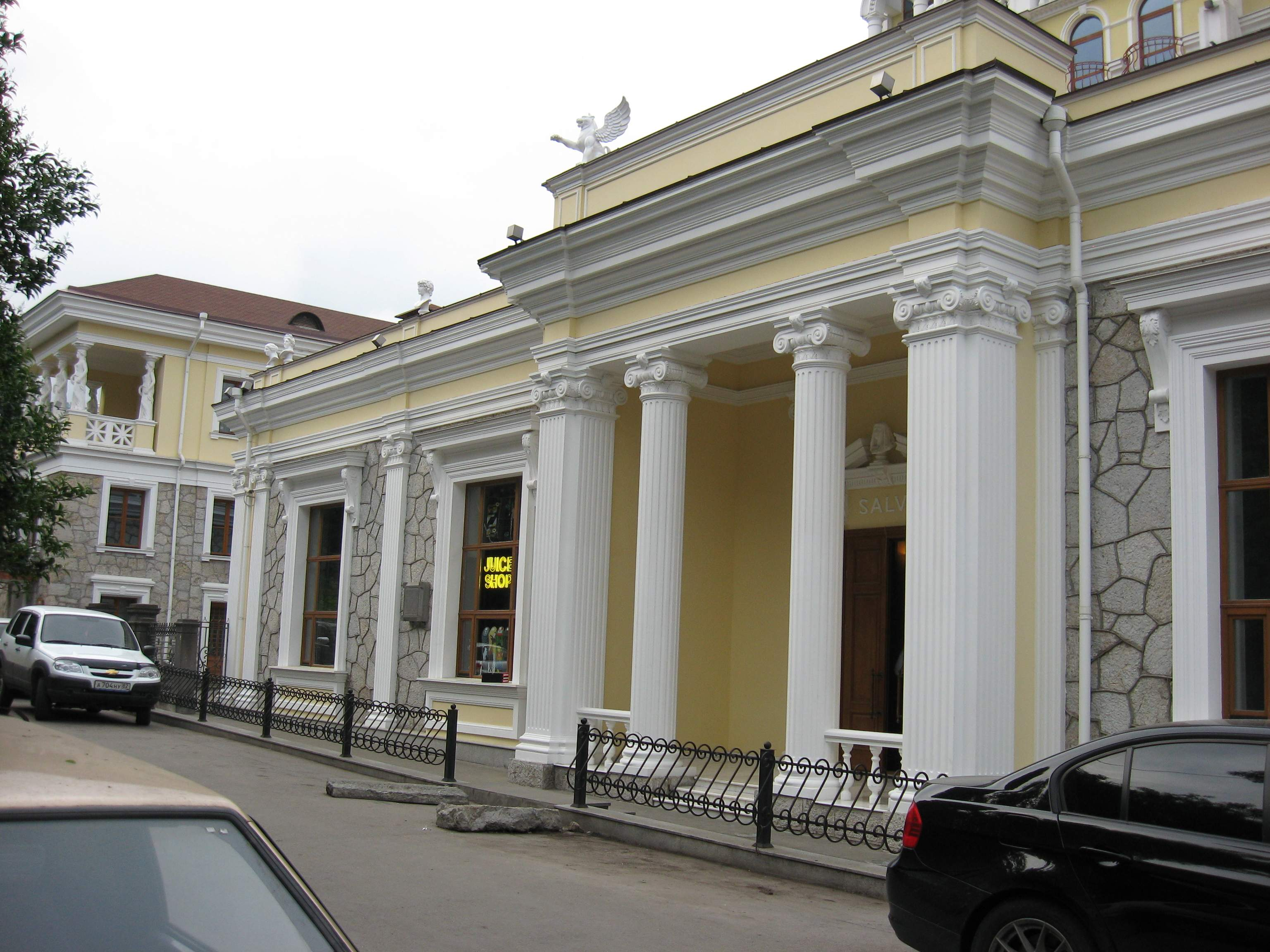
Дом Спендиарова, парадный вход.

### Дом Спендиарова
В 1899 участок с домом купил землевладелец и лесопромышленник Афанасий Авксентьевич Спендиаров, отец композитора Александра Афанасьевича Спендиарова за 57000 рублей и в следующем, 1900 году, заказал архитектору Н. П. Краснову перестройку здания, в результате которой особняк обрёл дошедший до нас вид. Главный дом и флигель надстроили вторыми этажами, балконы украсили кариатида, На крыше установили бюсты античных мыслителей и пару грифонов. Было изменено оформление внутренних интерьеров, уложены мраморные и паркетные полы, стены расписаны и отделаны дубовыми панелями, как и потолки. Каждая комната была выполнена в отдельном стиле, в некоторых сделанали зеркальные стены, установили изразцовые печи и мраморные камины. Замыкающей доминантой здания стала лоджия третьего этажа с кариатидами — копия портика Эрехтейона на Афинском акрополе. Архитектурный стиль здания определяют, как «второй помпейский» (вариант неогреческого). Также на участке было построено ещё одно, не сохранившееся здание — гостиница, выходившая на Набережную< (весь участок имел площадь 472 квадратной сажени). Считается, что особняк был свадебным подарком Афанасия Спендиарова сыну Александру к состоявшемуся 3 июля 1901 года бракосочетанию.

В этом доме композитор с прожил до 1916 года, написав в этот период многие из своих произведений. Самые известные из них — баллада для баса с оркестром «Рыбак и фея» 1902 года на слова Горького, первая часть посвященной памяти И. К. Айвазовского сюиты «Крымские эскизы» в 1903 году, симфоническая картина на стихи Лермонтова «Три пальмы» (1905 год), баллада «Беда-проповедник» на стихи Я. Полонского, 1907 год, мелодекламацию с сопровождением оркестра Мы отдохнем (монолог Сони из пьесы А. П. Чехова «Дядя Ваня»). Обычно он исполнял их на фортепиано в небольшом зале перед близкими и друзьями. Вилла Спендиарова стала центром музыкальной культуры Ялты. Сюда приходили народные певцы и музыканты, в доме бывали композиторы Николай Амани, Антон Аренский, Феликс Блуменфельд, Владимир Ребиков, Цезарь Кюи, Николай Черепнин, Александр Гречанинов, артисты Ф. И. Шаляпин, Евгения Мравина, Евгения Збруева, художники Григорий Мясоедов, Сергей Меркуров, Вардгес Суреньянц,, посещали Максим Горький, писатель Сергей Найденов, армянский поэт Александр Цатурян, на чьи стихи в 1894 году композитор написал романс «К розе». Александр Глазунов жил у Спендиаровых довольно долго, работая над «Фантазией на финские темы» (Финская фантазия до мажор) и оркестровкой Первого фортепьянного концерта. В свой последний приезд в Крым в доме Спендиарова бывал великий Сергей Рахманинов.

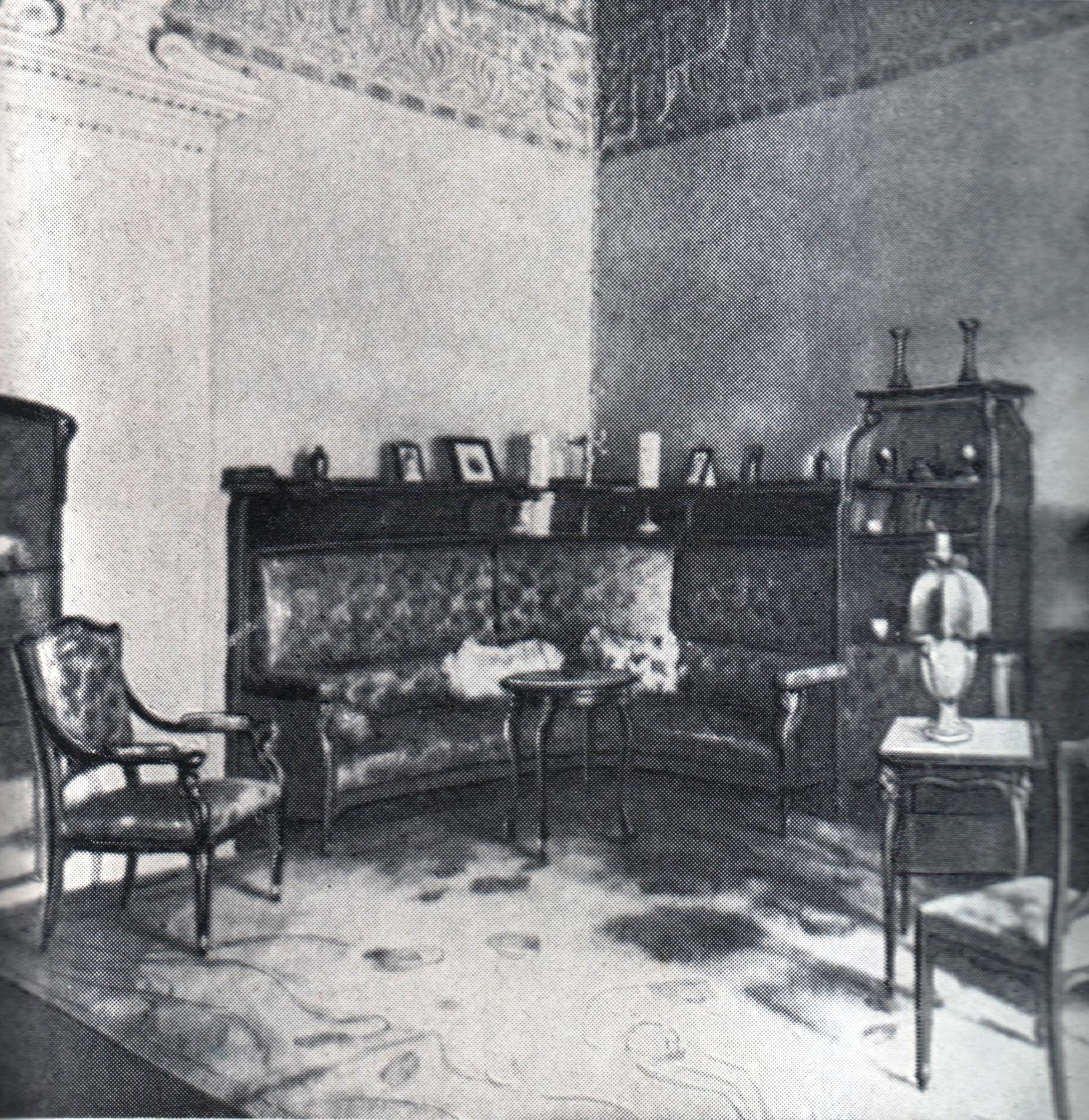
Гостиная в доме Спендиарова, около 1912 г.
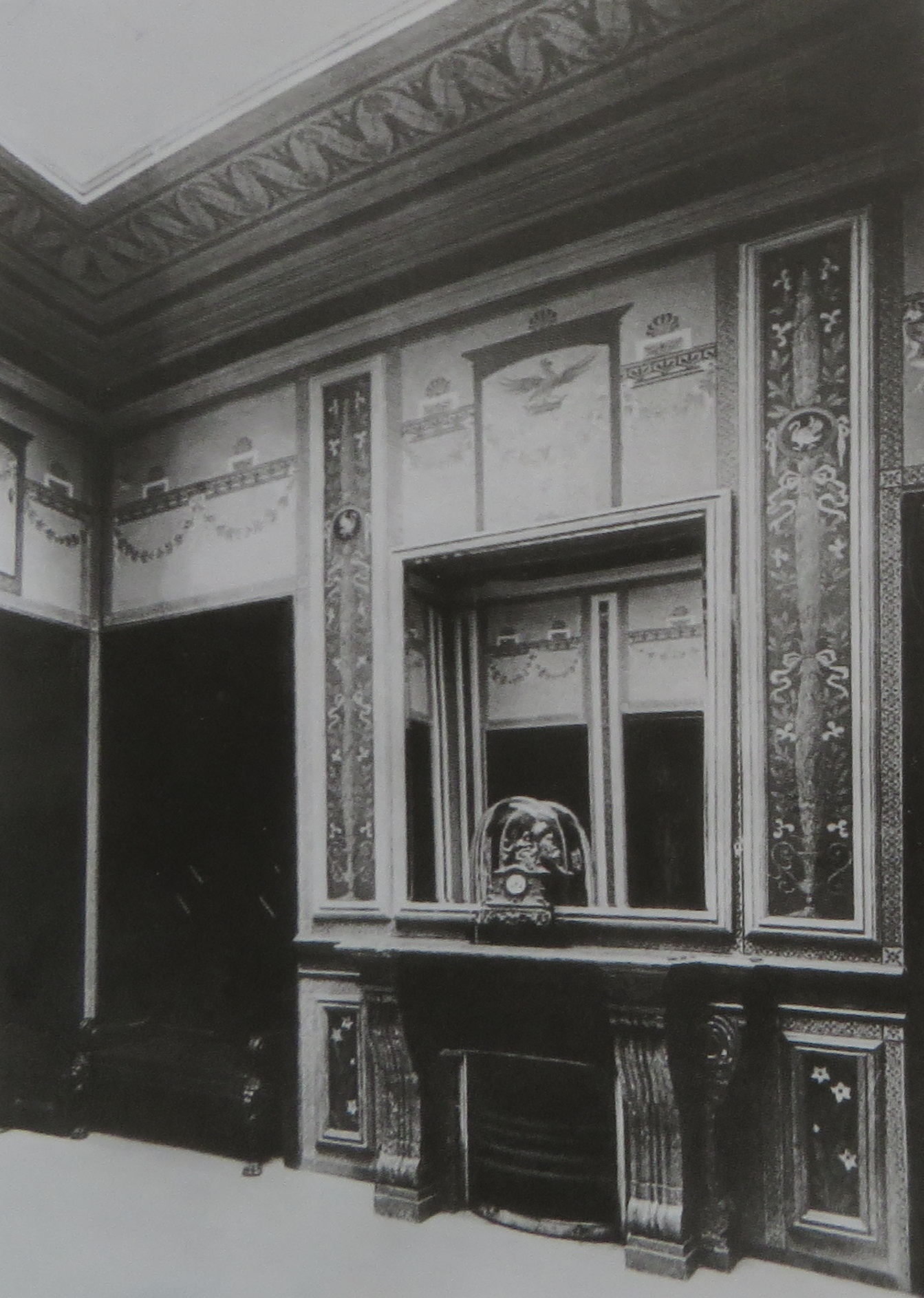
Одна из комнат в доме, около 1908 года.
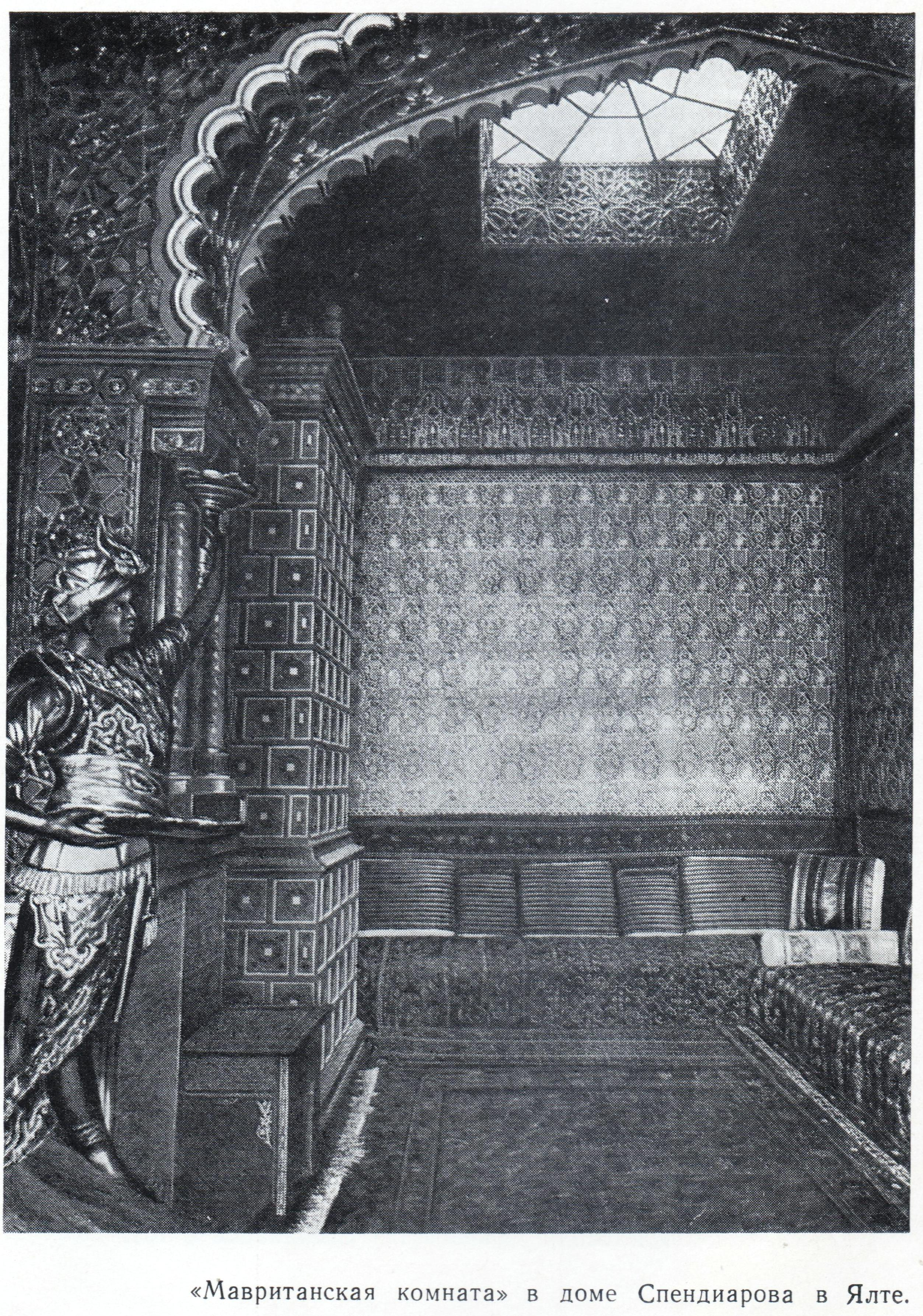
Мавританская комната, около 1912 г.
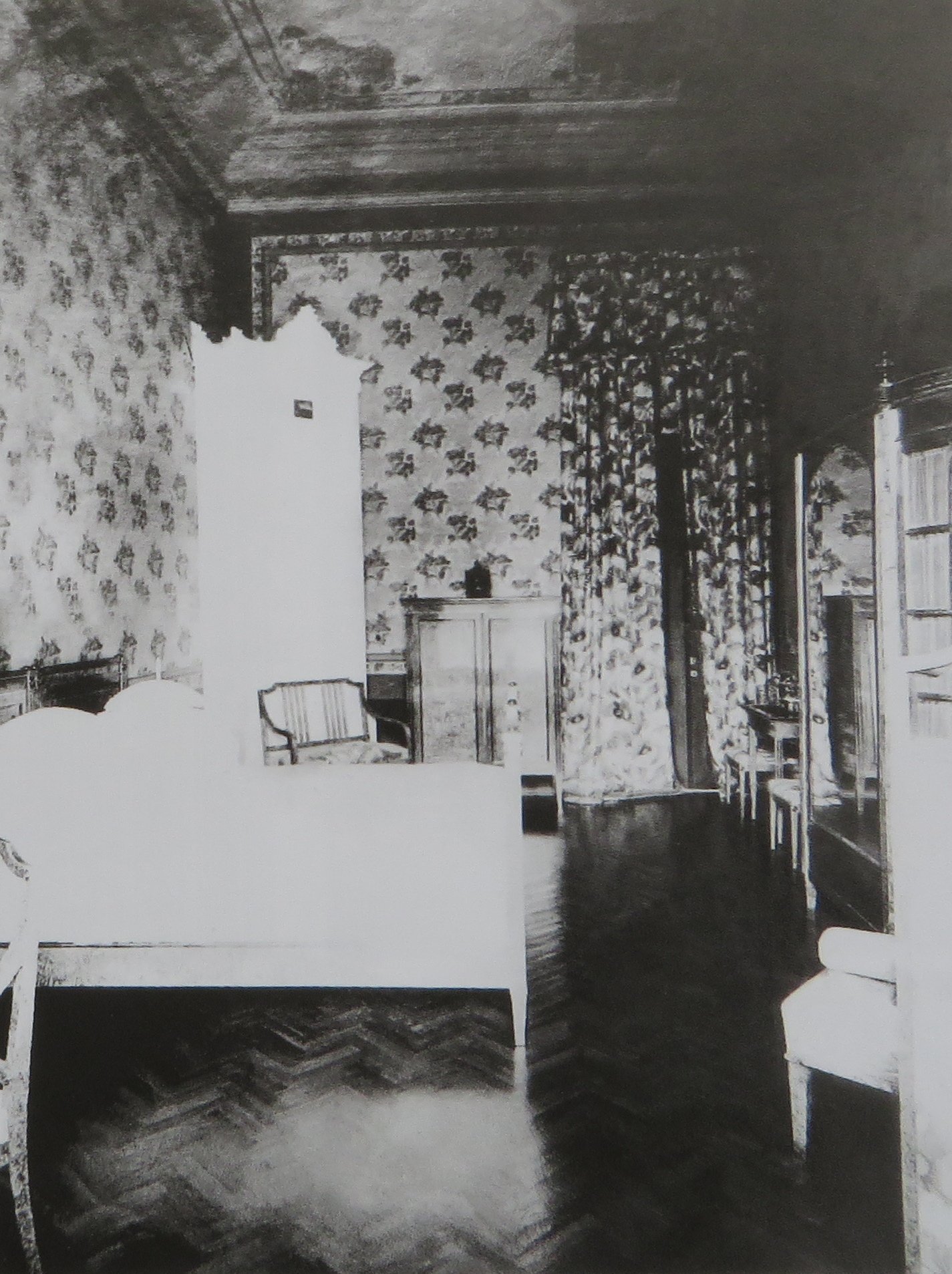
Спальня, около 1908 года.

В 1916 году дом на год сдали ялтинскому градоначальнику, а Спендиаров переехал в Судак, где прожил до 1924 года,. К 1920 году дом продали московскому купцу Лазарю Семеновичу Борю. По другой версии особняк был продан уже в 1916 году (на в 1914 год усадьба с тремя постройками оценивалась в 113000 рублей золотом).

### После революции
В 1922 году три принадлежащих Лазарю Борю здания бывшей усадьбы Спендиарова, имеющие 29 комнат и общую площадь 651 м², как приносящие доход более 500 рублей в год, были национализированы. В главном доме разместился клуб имени 1 Мая. В результате землетрясения 1927 года здание сильно пострадало: появились многочисленные трещины стен, разбились скульптуры грифонов и греческих античных философов, кариатиды. Проводилось ли какое-либо восстановление в предвоенный период пока не установлено. Великая Отечественная война принесла дополнительные разрушения и утраты. В послевоенное время в здании действовал клуб медработников, флигель же пребывал в заброшенном состоянии. В 1955 году у главного входа была установлена мемориальная доска А. А. Спендиарову. 1971 год оказался богатым на события: установили вторую мемориальную доску на русском и армянском языках, соорудили памятник А. А. Спендиарову работы скульптора А. Карапетяна в усадьбе случился пожар, в результате которого пострадали отделка комнат и трёхэтажный флигель.
В 1980-е годы решением Крымоблисполкома здание было объявлено памятником истории и культуры республиканского значения. Полуразрушенный после пожара трехэтажный флигель передавался Ялтинскому бюро путешествий и экскурсий Крымского областного совета по туризму и экскурсиям для проведения капитального ремонта, полного восстановления и реставрации. Работы были закончены к 1987 году, памятник Спендиарову перенесли на противоположную сторону улицы, откуда спустя некоторое время пропал. Реставрацию наметили на 1989 год, был даже составлен план работ, но она не состоялась. В 1990-х годах дом был приватизирован частной компанией "Коллекционная недвижимость «Дом Композитора», в 2009 году реконструировавшей памятник, при которой были уничтожены исторические интерьеры, 6 из 7 голландских печей, заменена мемориальная доска, к задней стене исторического дома пристроили новое шестиэтажное здание
. В настоящее время бывший дом Спендиарова — часть культурно-музейного комплекса с жилыми апартаментами «Дом композитора».